# Niederhünigen
Niederhünigen är en ort och kommun i distriktet Bern-Mittelland i kantonen Bern, Schweiz. Kommunen har 709 invånare (2023).